# Otto Kerner starší
Otto Kerner Sr. (22. února 1884 Chicago – 13. prosince 1952) byl americký právník, soudce a politik.

## Život
Jeho rodiče byli emigranti z Rakouska-Uherska.
Otto Kerner absolvoval práva na Lake Forest University v roce 1905 a od téhož roku pracoval v advokátní kanceláři. V roce 1911 spoluzakládal Českou asociaci právníků v Chicagu.
Kerner poté pracoval jako Nejvyšší žalobce za stát Illinois a později jako soudce odvolacího soudu Spojených států pro 7. okruh. Do funkce soudce byl navržen Demokratickou stranou a schválen Senátem USA.
Jeho syn Otto Kerner, Jr. byl dvakrát zvolen za Demokratickou stranu guvernérem státu Illinois ve funkčním období 1961–1968 a později rovněž pracoval jako soudce.
Otto Kerner je pohřben na Českém národním hřbitově v Chicagu.